# 過給圧
過給圧（かきゅうあつ）とは、過給機により内燃機関へ強制的に送り込まれる圧縮された空気（過給）の圧力のこと。ブースト圧 (英：boost pressure) とも言われ、自動車分野においては単にブーストと称されることもある。

## 単位
過給圧は、主に重量キログラム毎平方センチメートル (kgf/cm²) や水銀柱ミリメートル (mmHg) 、キロパスカル (kPa) 、重量ポンド毎平方インチ (psi) で示される。
日本国内では計量法に従い、1999年9月の改定以降は圧力の国際単位系（SI単位）であるキロパスカル（kPa）が主に使われる。

## 自動車用過給エンジンと過給圧
レシプロエンジンにおいて、ターボチャージャーやスーパーチャージャーといった過給機によりかかる過給圧は、高まれば高まるほど吸入する空気量が増えるので出力が向上するのが一般的である。しかし、エンジンや過給機が耐えられる過給圧には限界があり、その限界を超えた過給圧を掛け続けるとブローを引き起こす。
過給圧が高くなり過ぎると、ガソリンエンジンではノッキング（エンジンノック、デトネーション）が発生し、エンジンを損傷することもありうる。一方、ガソリンエンジンとは燃焼の仕組みが異なるディーゼルエンジンではノッキングが発生しないため、ターボチャージャーとは一般的に相性が良いとされている。